# Gnatífers
Els gnatífers (Gnathifera, gr. "portadors de mandíbules") són un clade d'animals dintre del superfílum dels platizous, que inclou els embrancaments dels gnatostomúlids, micrognatozous, acantocèfals i rotífers, tots ells animals marins de forma semblant a la d'un cuc. Alguns també hi inclouen els Chaetognatha com un fílum diferenciat basalment del clade.
Tots són grups pseudocelomats i comparteixen característiques com la morfologia de la faringe o de les mandíbules, encara que en els acantocèfals, a causa de l'adaptació al parasitisme s'hagi perdut.

## Filogènia
El següent cladograma, mostra les afinitats dels gnatífers:
|  | Micrognathozoa                                              |
|  |                                                             |
|  | \| \| Acanthocephala \| \| \| \| \| \| Rotifera \| \| \| \| |
|  |                                                             |
|  | Acanthocephala                                              |
|  |                                                             |
|  | Rotifera                                                    |
|  |                                                             |

|  | Acanthocephala |
|  |                |
|  | Rotifera       |
|  |                |

|  | Micrognathozoa                                              |
|  |                                                             |
|  | \| \| Acanthocephala \| \| \| \| \| \| Rotifera \| \| \| \| |
|  |                                                             |
|  | Acanthocephala                                              |
|  |                                                             |
|  | Rotifera                                                    |
|  |                                                             |

|  | Acanthocephala |
|  |                |
|  | Rotifera       |
|  |                |

|  | Micrognathozoa                                              |
|  |                                                             |
|  | \| \| Acanthocephala \| \| \| \| \| \| Rotifera \| \| \| \| |
|  |                                                             |
|  | Acanthocephala                                              |
|  |                                                             |
|  | Rotifera                                                    |
|  |                                                             |

|  | Acanthocephala |
|  |                |
|  | Rotifera       |
|  |                |

|  | Micrognathozoa                                              |
|  |                                                             |
|  | \| \| Acanthocephala \| \| \| \| \| \| Rotifera \| \| \| \| |
|  |                                                             |
|  | Acanthocephala                                              |
|  |                                                             |
|  | Rotifera                                                    |
|  |                                                             |

|  | Acanthocephala |
|  |                |
|  | Rotifera       |
|  |                |